# Grimblethorpe
Grimblethorpe är en by i civil parish Gayton Le Wold, i distriktet East Lindsey, i grevskapet Lincolnshire, i England. Byn är belägen 9 km från Louth. Grimblethorpe var en civil parish från 1858 till 1936 då den blev en del av Gayton le Wold. Civil parish hade 14 invånare år 1931.